# James Lenox

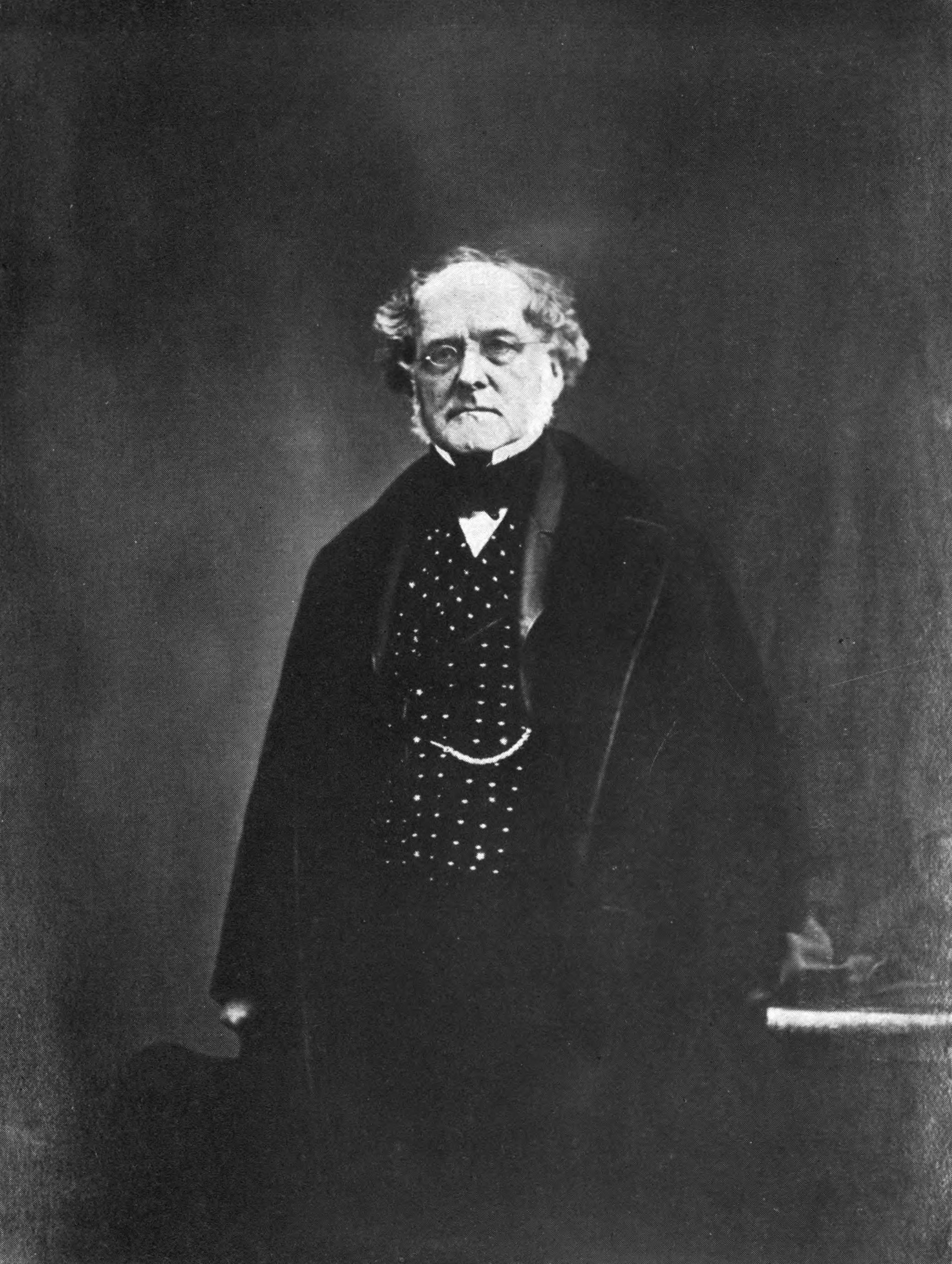
James Lenox auf einer Fotografie um 1870

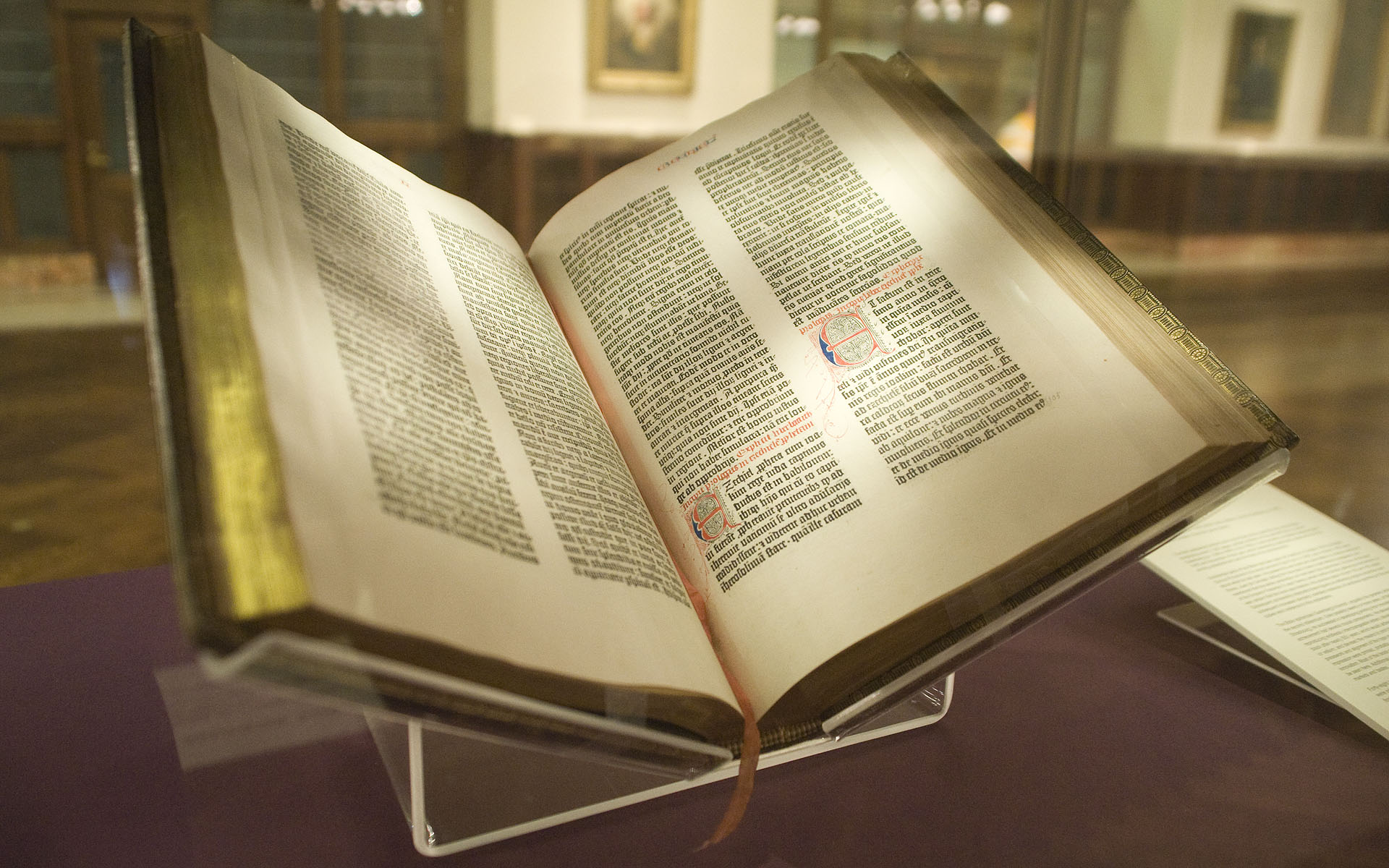
James Lenox Gutenberg-Bibel (Kopie)

James Lenox (* 19. August 1800 in New York; † 17. Februar 1880 ebenda) war ein US-amerikanischer Rechtsanwalt, Bibliophiler, Sammler und Mäzen.

## Leben
James Lenox war der einzige Sohn von Robert Lenox, einem wohlhabenden schottischen Kaufmann in New York, von dem er im Jahr 1839 ein Vermögen von mehreren Millionen Dollar und 30 Hektar Land zwischen der Vierten und Fünften Avenue erbte. Er studierte am Columbia College Jura und wurde als Rechtsanwalt zugelassen, übte den Beruf jedoch nie aus. Nach dem Tod seines Vaters gab er die Arbeit ganz auf. Er reiste in das Ausland und nach Europa und begann mit dem Sammeln von seltenen Büchern und Kunstwerken. Auf vielfältige Weise betätigte er sich als großzügiger Mäzen, Stifter und Philanthrop.
Im Jahr 1855 gab es 19 Millionäre in New York; Lenox war der drittreichste Mann in der Stadt und besaß etwa 3 Millionen Dollar.
Er hat nie geheiratet. Eine Liebe im frühen Leben erfüllte sich nicht, und so blieb er ledig. Dieses Ereignis verstärkte seine eigentümlichen, zurückhaltenden Gewohnheiten; er lebte wie ein Einsiedler, nie trat er in der New Yorker Gesellschaft auf, der er durch Geburt angehörte und die den Anschluss gern gesehen hätte. Er lehnte angebotene Besuche der bedeutendsten Männer der Alten und der Neuen Welt ab.
James Lenox starb am 17. Februar 1880 im Alter von 79 Jahren in seiner Geburtsstadt New York und wurde auf dem New York City Marble Cemetery bestattet. Zwei seiner sieben Schwestern überlebten ihn. Henrietta Lenox übereignete der Lenox Library 22 wertvolle angrenzende Grundstücke und 100.000 Dollar für den Kauf weiterer Bücher.

### Lenox Library

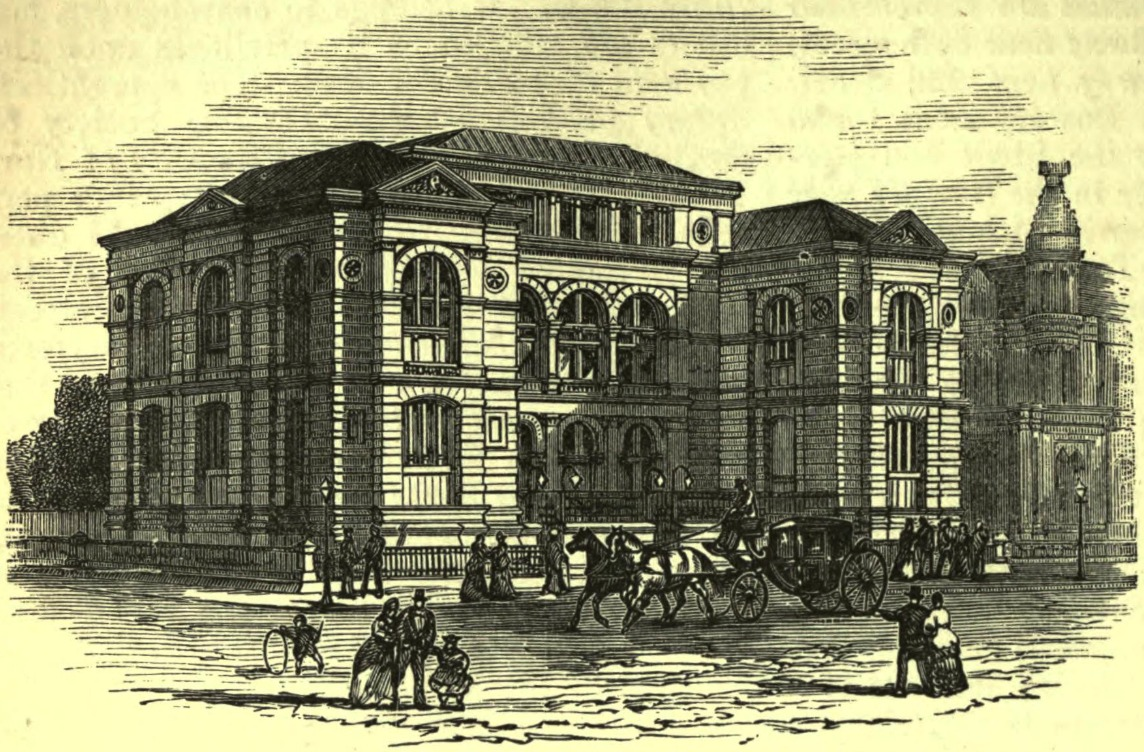
Zeichnung der Lenox Library in einer Ausgabe der American Cyclopædia (1879)

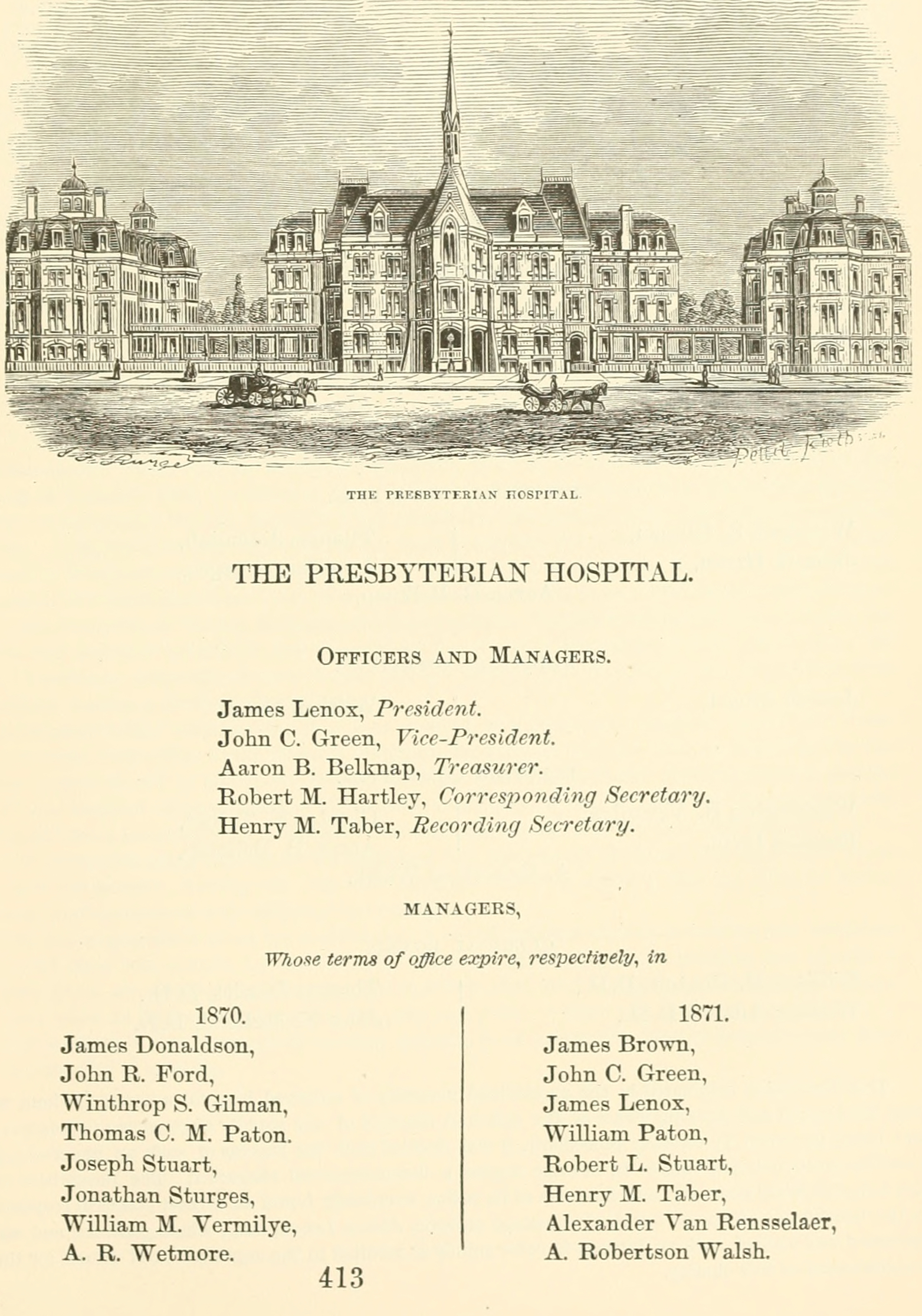
Das Presbyterian Hospital (1870)

Ein halbes Jahrhundert lang widmete Lenox den größten Teil seiner Zeit und sein Talent dem Aufbau einer Bibliothek und Gemäldegalerie, die bald den Wert jeder privaten Sammlung in der Neuen Welt übertraf. Diese übergab er 1870 zusammen mit vielen seltenen Handschriften, Marmorbüsten und Statuen, Mosaiken, Gravuren und Kuriositäten der Stadt New York City zusammen mit einem großen Gebäude, das er zu ihrer Erhaltung errichten ließ. Die Lenox Library stand auf den Kamm des Hügels an der Fifth Avenue zwischen der 70. und 71. Straße mit Blick auf den Central Park. Sie kostete 450.000 Dollar, und das Land dazu wurde auf denselben Betrag geschätzt. Die Außenwände bestanden aus feuerfestem Lockport-Kalkstein. Das Gebäude enthielt vier geräumige Lesesäle sowie eine Galerie für Gemälde und Skulpturen.
Lenox erwarb 1847 eine Gutenberg-Bibel. Seine Sammlung von Bibeln und seine Americana, Inkunabeln und Shakespeareiana übertrafen damals hinsichtlich ihrer Anzahl und Seltenheit diejenigen aller anderen öffentlichen und privaten amerikanischen Bibliotheken. Der Wert der Sammlung wurde mit fast einer Million Dollar plus 900.000 Dollar für das Land, und der Wert der Gebäude und Stiftungen auf über 2.000.000 Dollar geschätzt.
Am 23. Mai 1895 wurde die Lenox Library mit der Astor Library und der Tilden Stiftung zur Bildung der New York Public Library zusammengelegt. Die Sammlung wurde jedoch erst im Jahr 1912 umgelagert, und das Gebäude wurde abgerissen. Heute befindet sich auf dem Gelände der ehemaligen Lenox Library das Kunstmuseum Frick Collection in einem Neubau.

### Weitere Stiftungen
Lenox war einer der Gründer des Presbyterian Hospital in New York City, für das er 600.000 Dollar spendete. Im Jahr 1870 gehörte er als Präsident dem Vorstand des Krankenhauses an. Er tätigte auch weitere wichtige Spenden an das Princeton College and Seminary und an zahlreiche Kirchen und Wohltätigkeitsorganisationen der angeschlossenen Presbyterian Church.
Lenox war auch Präsident der American Bible Society, der er ein liberaler Spender war. James Grant Wilson, der Präsident der New York Genealogical and Biographical Society, berichtet zudem über mehrere Geschenke an bedürftige Literaten unter der Bedingung, dass Lenox nicht als Spender genannt werden dürfe.

## Ehrungen
Porträts von Lenox wurden im Jahr 1848 von Francis Grant und drei Jahre später von George Peter Alexander Healy gemalt. Daniel Huntington porträtierte ihn im Jahr 1874. Die Lenox Avenue in Harlem ist nach James Lenox benannt.